# Arthothelium
Arthothelium is een geslacht van schimmels behorend tot de familie Arthoniaceae.

## Soorten
Volgens Index Fungorum bevat het geslacht 36 soorten (peildatum maart 2023):
| Soortnaam                        | Auteur(s)                      | Publicatiejaar |
| -------------------------------- | ------------------------------ | -------------- |
| Arthothelium ampliatum           | (C. Knight & Mitt.) Müll. Arg. | 1893           |
| Arthothelium atrorubrum          | Van den Broeck & Ertz          | 2017           |
| Arthothelium aurantiacopruinosum | Van den Broeck & Ertz          | 2017           |
| Arthothelium bacidinum           | Kantvilas                      | 2021           |
| Arthothelium cinereoargenteum    | (C. Knight ex Shirley) Zahlbr. | 1922           |
| Arthothelium desertorum          | Aptroot & V. Wirth             | 2006           |
| Arthothelium dictyosporum        | (Coppins & P. James) Coppins   | 1989           |
| Arthothelium diffluens           | (Nyl.) Imshaug & Fryday        | 2002           |
| Arthothelium evanescens          | Øvstedal                       | 2001           |
| Arthothelium feuereri            | Aptroot & Seaward              | 2004           |
| Arthothelium frischianum         | Van den Broeck & Ertz          | 2017           |
| Arthothelium huegelii            | (Nyl.) Zahlbr.                 | 1922           |
| Arthothelium hymeniicola         | Ertz & Fryday                  | 2017           |
| Arthothelium infuscatum          | (Kremp.) Müll. Arg.            | 1894           |
| Arthothelium insolitum           | Kantvilas                      | 2021           |
| Arthothelium interveniens        | (Nyl.) Müll. Arg.              | 1893           |
| Arthothelium isidiatum           | Aptroot & Etayo                | 2017           |
| Arthothelium japonicum           | (Vain. & Yasuda) H. Harada     | 2004           |
| Arthothelium lirellans           | (Almq.) Coppins                | 1979           |
| Arthothelium macounii            | (G. Merr.) W.J. Noble          | 1987           |
| Arthothelium macounioides        | Kantvilas                      | 2021           |
| Arthothelium macrothecum         | (Fée) A. Massal.               | 1852           |
| Arthothelium magenteum           | Kantvilas                      | 2021           |
| Arthothelium microsporum         | Müll. Arg.                     | 1895           |
| Arthothelium miesii              | Van den Broeck, Tehler & Ertz  | 2017           |
| Arthothelium norvegicum          | Coppins & Tønsberg             | 1984           |
| Arthothelium orbilliferum        | (Almq.) Hasse                  | 1913           |
| Arthothelium polycarpum          | Müll. Arg.                     | 1895           |
| Arthothelium pulverulentum       | Müll. Arg.                     | 1893           |
| Arthothelium punctatum           | J.S. Park & Hur                | 2017           |
| Arthothelium ruanum              | (A. Massal.) Körb.             | 1861           |
| Arthothelium scandinavicum       | Th. Fr.                        | 1865           |
| Arthothelium spectabile          | A. Massal.                     | 1852           |
| Arthothelium subspectabile       | Vezda & Kantvilas              | 1992           |
| Arthothelium subtectum           | Kantvilas                      | 2021           |
| Arthothelium velatius            | Müll. Arg.                     | 1893           |